# انتباذ بطاني رحمي وعقم
الانتباذ البطاني الرحمي والعقم هو عقم عند النساء ينتج عن الانتباذ البطاني الرحمي. بحسب التقديرات، يحدث الانتباذ البطاني الرحمي لدى 1-5% من النساء، ويحدث خطر العقم المرافق لنسبة 30-50% من المصابات. يصنف الانتباذ البطاني الرحمي بشكل شائع تحت نظام الجمعية الأمريكية لطب الإنجاب المنقح من الانتباذ البطاني الرحمي الأصغري إلى الانتباذ البطاني الرحمي الشديد. يعتمد علاج العقم الناتج عن الانتباذ البطاني الرحمي على شدة الانتباذ البطاني الرحمي.

## التشخيص والتصنيف
المعيار الذهبي لتشخيص الانتباذ البطاني الرحمي هو تنظير البطن التشخيصي، وهو إجراء طفيف التوغل يتضمن دخول الكاميرا إلى البطن عبر شق صغير لفحص تجويف البطن بحثًا عن أنسجة بطانة الرحم خارج الرحم. يمكن إجراء الفحص المجهري للآفات المشتبه بها لتأكيد التشخيص، قبل تصنيفها على أنها:
- انتباذ بطاني رحمي سطحي: تقتصر الالتصاقات على أسطح الأعضاء (أقل من 5 مم)
- انتباذ بطاني رحمي عميق الارتشاح: تتسلل أنسجة بطانة الرحم إلى المساحة خلف الصفاق لمسافة 5 مم أو أكثر

عند تشخيص الانتباذ البطاني الرحمي، توجد أيضًا عدة أنظمة تصنيف لتقييم الإنذار. حاليًا، يعد تصنيف الجمعية الأمريكية لطب الإنجاب هو النظام الأكثر قبولًا عالميًا والأكثر استخدامًا لتصنيف الانتباذ البطاني الرحمي. يستخدم نظام التسجيل المحرز، إذ تُعين القيم وفقًا لحجم وشدة التصاقات الانتباذ البطاني الرحمي في المبايض والصفاق وقناة الرحم. ثم تُصنف النتيجة التراكمية على النحو التالي:
- الدرجة الأولى (بسيطة): 1-5
- الدرجة الثانية (خفيفة): 6-15
- الدرجة الثالثة (معتدلة): 16-40
- الدرجة الرابعة (شديدة): > 40

## تدبير المرض

### الأدوية
بالإضافة إلى السيطرة على الألم، يستهدف العلاج الطبي للانتباذ البطاني الرحمي تثبيط أنسجة بطانة الرحم النشطة هرمونيًا. يشمل العلاج الدوائي القياسي للمرضى الذين شُخصت إصابتهم بالانتباذ البطاني الرحمي ما يلي:
- المسكنات (مثل مضادات الالتهاب اللاستيروئيدية أو الباراسيتامول)
- حبوب منع الحمل
- العوامل الأندروجينية (مثل دانازول)
- المركبات بروجستيرونية المفعول (مثل أسيتات ميدروكسي بروجستيرون)
- مضاهئات الهرمون المطلق لموجهة الغدد التناسلية
- مضادات البروجستيرون (مثل الجسترينون)

نظرًا لأن العديد من هذه العلاجات لها تأثيرات مانعة للحمل، لا تعد مثالية للنساء اللواتي يردن الحمل.
تجرى دراسة مُعدِّلات المناعة مثل إنترفيرون ألفا 2 ومثبطات عامل نخر الورم ألفا لدى النساء المصابات بالانتباذ البطاني الرحمي الشديد. أظهرت دراسة شملت 19 امرأة تلقين دواء إيتانرسبت قبل دورة التلقيح في المختبر معدلات حمل أعلى مقارنةً بالنساء اللواتي لم يتلقين العلاج. ما يزال يتعين إجراء مزيد من الدراسات من أجل تحديد مخاطر الأحداث الضائرة المُعدية. 

### جراحة
يُستخدم التدخل الجراحي للانتباذ البطاني الرحمي للأغراض التشخيصية والعلاجية. يمكن استخدامه لتشخيص وعلاج التصاقات الانتباذ البطاني الرحمي، علاجًا من الدرجة الثانية بعد فشل أو عدم تحمل العلاج الدوائي، أو لعلاج العقم عند بعض المرضى.
الهدف من التدخل الجراحي هو إزالة أنسجة بطانة الرحم دون الإضرار بنسيج المبيض الطبيعي، واستعادة تشريح الحوض الطبيعي. من الناحية المثالية، يمكن إجراء الجراحة للتشخيص والعلاج في نفس الوقت. من شأن ذلك أن يقلل التعرض لعمليات جراحية متعددة.